# Élections législatives de 1946 en Haute-Savoie
Les élections législatives françaises de 1946 se tiennent le 10 novembre. Ce sont les premières élections législatives de la Quatrième république, après l'adoption lors du référendum du 13 octobre d'une nouvelle constitution.

## Mode de scrutin
L'Assemblée nationale est composée de 618 sièges pourvus au scrutin proportionnel plurinominal suivant la règle de la plus forte moyenne dans le cadre départemental, sans panachage. 
Le vote préférentiel est admis, en inscrivant un numéro d'ordre en face du nom d'un, de plusieurs ou de tous les candidats de la liste. Mais l'ordre ne pourra être modifié que si au moins la moitié des suffrages portés sur la liste est numéroté. Dans les faits les modifications ne dépasseront jamais les 7%.
Dans le département de la Haute-Savoie, quatre députés sont à élire.

## Élus
| Député sortant      | Parti | Parti | Député élu ou réélu | Parti | Parti |
| ------------------- | ----- | ----- | ------------------- | ----- | ----- |
| Albert Boccagny     |       | PCF   | Albert Boccagny     |       | PCF   |
| François de Menthon |       | MRP   | François de Menthon |       | MRP   |
| Louis Martel        |       | MRP   | Louis Martel        |       | MRP   |
| Pierre Mouchet      |       | MRP   | Pierre Mouchet      |       | MRP   |

## Résultats

### Résultats à l'échelle du département
| Parti    | Parti    | Tête de liste       | Résultats | Résultats | Sièges |  |
| Parti    | Parti    | Tête de liste       | Voix      | %         |        |  |
| -------- | -------- | ------------------- | --------- | --------- | ------ |  |
|          | MRP      | François de Menthon | 64 864    | 53,27     | 3      |  |
|          | PCF      | Albert Boccagny     | 36 051    | 29,61     | 1      |  |
|          | SFIO     | Henri Briffod       | 14 045    | 11,53     | -      |  |
|          | RGR      | Victor Fallion      | 6 815     | 5,60      | -      |  |
|          |          |                     |           |           |        |  |
| Inscrits | Inscrits | Inscrits            | 163 435   | 100,00    | 4      |  |
| Votants  | Votants  | Votants             | 123 617   | 75,64     |        |  |
| Exprimés | Exprimés | Exprimés            | 121 775   | 98,51     |        |  |